# نشانه زیبا
نشانه زیبا (انگلیسی: Beauty Mark) یک فیلم در ژانر درام است که در سال ۲۰۱۷ منتشر شد. از بازیگران این فیلم می توان به لورا بل باندی و مدیسون آیسمن اشاره کرد. 